# Dalarnas län
Dalarnas län (til 31. december 1996: Kopparbergs län) er et län i det centrale Sverige, modsvarende den største del af landskabet Dalarna. Residensby er Falun.

## Større byer
De ti største byer i Dalarnas län, sorteret efter indbyggertal:
| #  | Byområde     | Befolkning |
| -- | ------------ | ---------- |
| 1  | Borlänge     | 39.422     |
| 2  | Falun        | 36.447     |
| 3  | Avesta       | 14.738     |
| 4  | Ludvika      | 14.018     |
| 5  | Mora         | 10.940     |
| 6  | Hedemora     | 7.279      |
| 7  | Leksand      | 5.861      |
| 8  | Persbo       | 5.278      |
| 9  | Malung       | 5.146      |
| 10 | Smedjebacken | 5.121      |

Indbyggertal pr. 31. december 2005, Statistiska centralbyrån (SCB).

## Ekstern henvisning
- Wikimedia Commons har flere filer relateret til Dalarnas län
- Länsstyrelen i Dalarnas län

60°40′43″N 15°36′02″Ø / 60.678559°N 15.600586°Ø